# مدیسون (اوهایو)
مدیسون (به انگلیسی: Madison) یک روستا در ایالات متحده آمریکا است که در شهرستان لیک، اوهایو واقع شده‌است. مدیسون ۱۳٫۱۸ کیلومتر مربع مساحت و ۳٬۱۸۴ نفر جمعیت دارد و ۲۲۲ متر بالاتر از سطح دریا قرار دارد.